# Rochard Road
Rochard Road es una localidad de Trinidad y Tobago, que forma parte de la región de Penal-Debe.

## Geografía
La localidad abarca parte de la isla Trinidad y limita al norte con Penal y Barrackpore, al sur con Penal Rock Road, al este con Basseterre (localidad perteneciente a la región de Princes Town) y al oeste con Penal y Penal Rock Road.

## Demografía
Datos demográficos de la localidad de Rochard Road:
| Gráfica de evolución demográfica de Rochard Road entre 2000 y 2011 |
|                                                                    |